# لياندرو غونزاليس
لياندرو غونزاليس (بالإسبانية: Leandro González) (14 أكتوبر 1985 في الأرجنتين - ) هو لاعب كرة قدم أرجنتيني في مركز الوسط. لعب مع أتليتيكو توكومان وأوليمبو وإستوديانتيس دي لا بلاتا وديفنسا خوستيكا ونادي أتليتيكو كولون ونادي راسينغ وسان مارتين دي سان خوان.

## وصلات خارجية
- لياندرو غونزاليس على موقع قاعدة بيانات كرة القدم.إي يو (الإنجليزية)
- لياندرو غونزاليس على موقع Soccerway.com (الإنجليزية)